# Макбрайд, Кевин
Кевин Мартин Макбрайд (англ. Kevin Martin McBride; род. 10 мая 1973, Клонс, Монахан, Ирландия) — ирландский боксёр-профессионал, выступавший в тяжёлой весовой категории. Чемпион Ирландии в тяжёлом весе (1997). Наиболее известен своей победой над Майком Тайсоном в 2005 году.

## Любительская карьера
Представлял Ирландию в тяжёлой весовой категории на Летних Олимпийских играх 1992 года. Каких-то заметных успехов там не достиг, проиграв во втором раунде словацкому боксёру Питеру Хривнаку.

## Профессиональная карьера

### 1992—2005
17 декабря 1992 года дебютировал на профессиональном ринге. Свой первый бой свёл в ничью, после чего одержал 19 побед подряд, преимущественно нокаутом. 7 февраля 1997 года потерпел первое поражение, проиграв техническим нокаутом в пятом раунде американскому джорнимену Луису Монако. 2 июня того же года нокаутировал британца Пола Дагласа, завоевав титул чемпиона Ирландии в тяжёлом весе (BBBofC). Затем последовало поражение техническим нокаутом от немца Акселя Шульца. После Макбрайд победил в первом раунде украинца Юрия Елистратова, проиграл нокаутом британскому джорнимену Майклу Мюррею, одержал три победы и 18 января 2002 года потерпел поражение нокаутом от американца Дэварилла Уильямсона, ставшее четвёртым по счёту в его карьере. 24 мая 2002 года начал победную серию, выиграв семь боёв, все — досрочно. Его соперниками в этой серии были в основном малоизвестные американские боксёры. К моменту поединка с Тайсоном в послужном списке Кевина было 32 победы, 4 поражения и 1 ничья.

### Бой с Майком Тайсоном
13 апреля 2005 года стало известно о запланированном поединке Макбрайда с бывшим абсолютным чемпионом мира в тяжёлом весе, известнейшим  Майком Тайсоном. Несмотря на заметное преимущество ирландца в габаритах, однозначным фаворитом являлся Тайсон, который пообещал «выпотрошить как рыбу» своего соперника. Макбрайд, со своей стороны, обещал шокировать мир победой над Тайсоном. На взвешивании перед боем Макбрайд оказался на 17 кг тяжелее соперника.
Бой состоялся 11 июня 2005 года. Зрители яростно поддерживали Тайсона. Макбрайд активно использовал своё преимущество в росте и размахе рук, пытаясь держать Тайсона на расстоянии джебом, наваливаясь и клинчуя при его попытках сблизиться. Тем не менее, Тайсон выиграл первые три раунда, упрочив своё преимущество в четвёртом, когда ему удались несколько успешных атак в голову и корпус соперника. Но развить успех Майк не смог, ему явно не хватало остроты и агрессии в своих действиях, он устал, и уже в пятом раунде оказался на канатах, пропустив чувствительный выпад соперника. Пятый раунд остался за Макбрайдом. В шестом раунде Тайсон попытался заломать правую руку соперника, а также заработал два штрафных очка за атаку с низко опущенной головой, в результате которой у ирландца открылось рассечение. В конце раунда Макбрайд навалился на Тайсона, и тот упал к канатам. Рефери не счёл это нокдауном. Майк выглядел обессиленным, с трудом поднялся и медленно пошёл в свой угол. По итогам шести раундов Тайсон лидировал на карточках двух судей со счётом 57-55 (третий выставил 57-55 в пользу ирландца), но он неожиданно отказался от продолжения боя, и Макбрайду была присуждена победа техническим нокаутом, которая принесла ему мировую известность. После боя Тайсон объявил о завершении карьеры. 

Эта победа – гордость всей Ирландии. Не знаю, закончится ли на этом карьера Майка, но точно знаю, что для меня все еще только начинается— Кевин МакБрайд
После победы над Тайсоном, 1 апреля 2006 года выступил в андеркарте боя Сергей Ляхович — Леймон Брюстер, нокаутировав в четвёртом раунде малоизвестного американца Байрона Полли.

### Бой с Майком Молло
7 октября 2006 года вышел на ринг с малоизвестным американцем Майком Молло. Поединок проходил в андеркарте боя Николай Валуев — Монте Барретт. Молло действовал агрессивно, не оставив шансов сопернику. Бой продлился всего два раунда из двенадцати запланированных, при этом Макбрайд трижды оказывался на настиле ринга. Во втором раунде после очередного падения ирландца рефери остановил бой, и Молло выиграл техническим нокаутом

### Бой с Анджеем Голотой
6 октября 2007 года встретился с известным польским боксёром, экс-претендентом на титулы чемпиона мира по версиям WBC, IBF, WBA и WBO Анджеем Голотой в бою за вакантный североамериканский титул IBF в тяжёлом весе. Макбрайд имел полное преимущество в первом раунде, но поляк смог устоять и выровнять бой. В шестом раунде Макбрайд пропустил мощный левый прямой, который потряс его, после чего поляк нанес серию безответных ударов, вынудивших рефери остановить поединок

### Бой с Заком Пейджем
После перерыва в два с половиной года вернулся на ринг 10 июля 2010 года, проведя восьмираундовый поединок с известным американским джорнименом-спойлером Заком Пейджем. Макбрайд вышел на бой в плохой физической форме, с лишним весом, устав после первого же раунда. Бой вышел односторонним: более быстрый, техничный и агрессивный Пейдж (значительно уступавший сопернику в росте и весе) на протяжении всего боя попадал точными, резкими ударами, часто работая комбинационно, что позволило ему выиграть все раунды. Макбрайд выживал на ринге за счёт клинчей, будучи не в состоянии оказать серьёзного сопротивления напору соперника. В итоге он проиграл единогласным решением судей со счётом 72-80 (дважды), 74-78.

### Бой с Томашом Адамеком
9 апреля 2011 года встретился с поляком Томашом Адамеком, имевшим в активе 43 победы при одном поражении. На взвешивании Макбрайд оказался более чем на 30 кг тяжелее соперника (129,3 кг против 97,5 кг). Бой продлился отведённые 12 раундов. Макбрайд уступал своему сопернику в скорости и точности ударов, проиграв бой единогласным решением судей с разгромным счётом 107-120, 108-119 (дважды)

### Бой с Мариушем Вахом
29 июля 2011 года состоялся бой Макбрайда с непобеждённым польским боксёром Мариушем Вахом, на котором разыгрывался вакантный интернациональный титул WBC. На взвешивании перед боем Макбрайд показал рекордные в своей карьере 134,2 кг, Вах же наоборот минимальные для своей карьеры 111,4 кг. Макбрайд не смог составить достойной конкуренции сопернику. В четвёртом раунде Вах попал сокрушительным правым боковым, отправившим Макбрайда в тяжёлый нокаут. Он не смог подняться самостоятельно и покинул ринг на носилках, после чего его доставили в больницу.

## Таблица профессиональных поединков
В таблице перечислены результаты всех поединков боксёров.
В каждой строке указан результат поединка. Дополнительно номер поединка обозначен цветом, который обозначает итог поединка. Расшифровка обозначений и цветов представлена в нижеследующей таблице.
| Пример | Расшифровка                     |
| ------ | ------------------------------- |
|        | Победа                          |
|        | Ничья                           |
|        | Поражение                       |
|        | Планируемый поединок            |
|        | Поединок признан несостоявшимся |
| КО     | Нокаут                          |
| ТКО    | Технический нокаут              |
| PTS    | Решение судей (по очкам)        |
| UD     | Единогласное решение судей      |
| MD     | Решение большинства судей       |
| SD     | Раздельное решение судей        |
| RTD    | Отказ от продолжения боя        |
| DQ     | Дисквалификация                 |
| NC     | Поединок признан несостоявшимся |

| Бой | Рекорд  | Дата            | Соперник           | Место боя                                            | Результат       | Комментарии                                      |
| --- | ------- | --------------- | ------------------ | ---------------------------------------------------- | --------------- | ------------------------------------------------ |
| 46  | 35-10-1 | 29 июля 2011    | Мариуш Вах         | Анкасвилл, Коннектикут, США                          | KO4 (12), 2:25  | Бой за вакантный интернациональный титул WBC     |
| 45  | 35-9-1  | 9 апреля 2011   | Томаш Адамек       | Ньюарк, Нью-Джерси, США                              | UD (12)         |                                                  |
| 44  | 35-8-1  | 9 октября 2010  | Мэтт Скелтон       | Лондон, Великобритания                               | UD (3)          |                                                  |
| 43  | 35-7-1  | 9 октября 2010  | Франклин Эгоби     | Лондон, Великобритания                               | SD (3)          |                                                  |
| 42  | 34-7-1  | 10 июля 2010    | Зак Пейдж          | Покипси, Нью-Йорк, США                               | UD (8)          |                                                  |
| 41  | 34-6-1  | 6 октября 2007  | Анджей Голота      | Нью-Йорк, США                                        | TKO6 (12), 2:42 | Бой за вакантный североамериканский титул IBF    |
| 40  | 34-5-1  | 7 октября 2006  | Майк Молло         | Роузмонт, Иллинойс, США                              | TKO2 (12), 0:44 | Макбрайд в нокдауне в 1-м и дважды во 2-м раунде |
| 39  | 34-4-1  | 1 апреля 2006   | Байрон Полли       | Кливленд, Огайо, США                                 | TKO4 (10)       |                                                  |
| 38  | 33-4-1  | 11 июня 2005    | Майк Тайсон        | Верайзон-центр, Вашингтон, США                       | TKO6 (10), 3:00 |                                                  |
| 37  | 32-4-1  | 18 марта 2005   | Кевин Монти        | Коннектикут, США                                     | TKO5            |                                                  |
| 36  | 31-4-1  | 3 декабря 2003  | Маркус Роуд        | Бостон, Массачусетс, США                             | KO3             |                                                  |
| 35  | 30-4-1  | 9 августа 2003  | Лензи Морган       | Броктон, Массачусетс, США                            | KO1             |                                                  |
| 34  | 29-4-1  | 17 марта 2003   | Наджи Шахид        | Бостон, Массачусетс, США                             | TKO9            |                                                  |
| 33  | 28-4-1  | 25 октября 2002 | Крейг Томлинсон    | Массачусетс, США                                     | KO3 (12), 2:31  |                                                  |
| 32  | 27-4-1  | 26 июля 2002    | Рейнальдо Майнас   | Бостон, Массачусетс, США                             | KO3             |                                                  |
| 31  | 26-4-1  | 24 мая 2002     | Гэри Винмон        | Массачусетс, США                                     | TKO2 (10), 2:42 |                                                  |
| 30  | 25-4-1  | 18 января 2002  | Дэваррил Уильямсон | Лас-Вегас, Невада, США                               | TKO3            |                                                  |
| 29  | 25-3-1  | 3 ноября 2001   | Родни МакСвейн     | Литл-Рок, Арканзас, США                              | PTS (10)        |                                                  |
| 28  | 24-3-1  | 11 августа 2001 | Вилли Филлипс      | Литл-Рок, Арканзас, США                              | PTS (10)        |                                                  |
| 27  | 23-3-1  | 26 июня 1999    | Доминго Монро      | Куинси, Массачусетс, США                             | KO1             |                                                  |
| 26  | 22-3-1  | 11 апреля 1998  | Майкл Мюррей       | Лондон, Великобритания                               | TKO3            |                                                  |
| 25  | 22-2-1  | 22 ноября 1997  | Юрий Елистратов    | Манчестер, Великобритания                            | TKO1            |                                                  |
| 24  | 21-2-1  | 30 августа 1997 | Аксель Шульц       | Спорткомплекс имени Макса Шмелинга, Берлин, Германия | TKO9 (10)       |                                                  |
| 23  | 21-1-1  | 2 июня 1997     | Пол Даглас         | Белфаст, Северная Ирландия, Великобритания           | TKO5            | Завоевал титул чемпиона Ирландии в тяжёлом весе  |
| 22  | 20-1-1  | 28 апреля 1997  | Стоян Стоянов      | Кингстон-апон-Халл, Великобритания                   | TKO1            |                                                  |
| 21  | 19-1-1  | 7 февраля 1997  | Луис Монако        | Лас-Вегас, Невада, США                               | TKO5            |                                                  |